# Deutzia grandiflora
Deutzia grandiflora är en hortensiaväxtart som beskrevs av Aleksandr Andrejevitj Bunge. Deutzia grandiflora ingår i släktet deutzior, och familjen hortensiaväxter. Inga underarter finns listade i Catalogue of Life.